# Чудское (озеро, Новгородская область)
Чудское — озеро в России, расположено на территории Поддорского района Новгородской области. Площадь поверхности озера — 1,62 км² (по другим данным — 1,5 км²). Площадь водосборного бассейна — 8,494 км². Водородный показатель — 4,5
Находится в Рдейском болоте, в 7 км к юго-западу от поселка Лопатино. Лежит на высоте 93 метра над уровнем моря. Впадают ручьи, вытекающие из соседних малых озёр Глубокого и Березайки. Относится к бассейну реки Редьи. Чудское является одним из озёр Рдейского заповедника.
В озере Чудском обитает популяция американской норки. В окрестности озера периодически заходят рыси.
По данным государственного водного реестра относится к Балтийскому бассейновому округу, речной бассейн — Нева (включая бассейны рек Онежского и Ладожского озера), речной подбассейн — Волхов (российская часть бассейна). Код водного объекта — 01040200311102000023859.